# The Fall of Troy (альбом)
The Fall of Troy — дебютный студийный альбом маткор-группы The Fall of Troy, выпущенный в 2003 году на лейбле Lujo Records.

## Об альбоме
Весь альбом был записан за один раз в течение недели. Когда записывался The Fall of Troy, участникам группы было по 17 лет.
У ведущего исполнителя и гитариста Томаса Эрака первоначальная обложка альбома вытатуирована на его левой руке.

## Список композиций
| №   | Название                                                           | Длительность |
| --- | ------------------------------------------------------------------ | ------------ |
| 1.  | «ROCKSTAR NAILBOMB»                                                | 2:02         |
| 2.  | «Spartacus»                                                        | 1:15         |
| 3.  | «The Circus That Has Brought Us Back to These Nights (Yo Chocola)» | 3:08         |
| 4.  | «Mouths Like Sidewinder Missiles»                                  | 3:51         |
| 5.  | «The Last March of the Ents»                                       | 2:59         |
| 6.  | «F.C.P.S.I.T.S.G.E.P.G.E.P.G.E.P.»                                 | 4:40         |
| 7.  | «Whacko Jacko Steals the Elephant Man's Bones»                     | 4:51         |
| 8.  | «Reassurance Rests in the Sea»                                     | 3:58         |
| 9.  | «The Adventures of Allan Gordon»                                   | 4:06         |
| 10. | «I Just Got This Symphony Goin'»                                   | 4:14         |
| 11. | «What Sound Does a Mastodon Make?»                                 | 7:12         |

## Участники записи
- Томас Эрак — гитара, основной вокал
- Тим Уард — бас-гитара, вокал
- Эндрю Форсмэн — ударные
- Джоель М. Браун — продакшн, дополнительный вокал на «F.C.P.S.I.T.S.G.E.P.G.E.P.G.E.P.»
- Джеф Сафферинг — вокал на «Spartacus» и «F.C.P.S.I.T.S.G.E.P.G.E.P.G.E.P.»
- Гейл Эрак — вокал на «What Sound Does a Mastodon Make» and backing vocals on «F.C.P.S.I.T.S.G.E.P.G.E.P.G.E.P.»
- Энди Майерс — оформление и разметка
- Тейджен Пиллсбари — фотосъёмка